# 寺村朋輝
寺村 朋輝（てらむら ともき、1980年2月 - ）は、日本の小説家。佐賀県生まれ。

## 経歴
京都大学文学部在学中の2002年、「死せる魂の幻想」で第45回群像新人文学賞受賞

## 作品リスト
- 『死せる魂の幻想』（2002年12月5日、講談社、ISBN 9784062116053）
  - 初出:『群像』2002年6月号

### 単行本未収録作品
- 盗相（『群像』2007年1月号）
- 言い間違い（『群像』2008年4月号）